# Fernando Tordo
Fernando Travassos Tordo (Lisboa, 29 de marzo de 1948) es un cantante y compositor portugués. Conocido por su participación en el Festival de la Canción de Eurovisión 1973.

## Biografía
Fernando Tordo comenzó a cantar a los 16 años, pasó por las bandas Deltons y Sheiks, en 1968, donde substituye a Carlos Mendes. En 1975 crea, junto a otros autores, entre los ellos Paulo de Carvalho y Carlos Mendes, de la primera discográfica independiente, "Toma Lá Disco".

## Festival de Eurovisión
En 1969 participa en el Festival RTP da Canção, donde se elige al representante de Portugal en el Festival de Eurovisión, con el tema "Cantiga", acaba en quinta posición. Allí conoce al compositor Ary dos Santos.
Vuelve a participar en el Festival RTP da Canção en 1970, con "Escrevo às Cidades", aunque ese año Portugal decidió no enviar al ganador al Festival de Eurovisión como protesta por el cuádruple empate en 1969. En 1971 participa con "Cavalo à Solta", una de las primeras composiciones con el poeta José Carlos Ary dos Santos, acaba en tercera posición.
De nuevo regresa al Festival RTP da Canção, en 1972, con "Dentro da Manhã" compuesta por Yvette Centeno y José Luis Tinoco, acaba en octava y última posición. En 1973 vence por fin en el Festival RTP da Canção com a canção "Tourada". La canción se convirtió en un escándalo en Portugal, al ser vista como una crítica a la dictadura portuguesa.
Su participación en el Festival de la Canción de Eurovisión 1973, celebrado en Luxemburgo, se saldó con una 10.ª posición de un total de 17 países participantes.
En 1977, gana de nuevo el Festival RTP da Canção, esta vez con "Portugal no Coração", formando parte del grupo Os Amigos, junto a Paulo de Carvalho, Luísa Basto, Ana Bola, Edmundo Silva y Fernanda Piçarra. Su participación en el Festival de la Canción de Eurovisión 1977, celebrado en Londres, alcanza la 14.ª posición.
En 1984 participa de nuevo en el Festival RTP da Canção, con la canción "Canto de Passagem".
Participó en el Festival RTP da Canção de 2018 como compositor de la canción "Para te dar abrigo" interpretada por Anabela.

## Carrera
En 1980 lanza el disco "Cantigas Cruzadas", último disco con Ary dos Santos. Esta colaboración con Ary dos Santos, marca una nueva etapa en su carrera, pues pasa a ser el autor de los poemas que canta.
En 1984 lanza el disco "Anticiclone" con orquestraciones de François Rauber (antiguo colaborador de Jacques Brel) que vuelve a colaborar en el disco "A Ilha do Canto" de 1986.
En 1988 fue uno de los vencedores del Premio Figueira da Foz, destinado a financiar diversos proyectos discográficos. El premio permitió pagar la edición de "Menino Ary dos Santos", disco con 9 de los 27 poemas del libro "Asas" escrito por José Carlos Ary dos Santos cuando tenía 15 años.
Entre mayo y junio de 1997 graba, en Barcelona, el disco "Peninsular" con dirección y arreglos del pianista Josep Mas "Kitflus".
Se traslada a Timor Oriental en noviembre de 1999 con Jorge Palma y Rui Pinto de Almeida. De esta estancia, resultó una serie documental de tres episodios, titulada "Timor-Leste, a Paz e a Língua Portuguesa". 
En marzo de 2002 edita "E No Entanto Ela Move-se", grabado en Barcelona, que incluye temas dedicados a las películas "Cinema Paradiso" y "El cartero y Pablo Neruda" y un homenaje a George Harrison ("Preciso De Ti") y al pueblo de Timor Oriental ("O Timorense").

## Discografía

### Álbumes
- Festival da Camaradagem - 1971 (con Paulo de Carvalho, Duo Orfeu y José Carlos Ary dos Santos)
- Tocata (LP, Pergola-Universal, 1972)
- Feito Cá Para Nós (LP, TLD, 1975)
- Estamos Vivos! (LP, TLD, 1977)
- Fazer Futuro (LP, TLD, 1979)
- Canta Ary
- Cantigas Cruzadas (LP, Danova, 1980)
- Sopa de Pedra (LP, Danova, 1982)
- Adeus Tristeza (LP, Dacapo, 1983)
- Anticiclone (Lp, Transmédia, 1984)
- A Ilha do Canto (Lp, Transmédia, 1986)
- O Menino Ary dos Santos (LP, CBS, 1988)
- Só Nós Três (Con Carlos Mendes y Paulo de Carvalho) - 1989
- Boa Nova - con Carlos Mendes - (LP, Tertúlia, 1992)
- Só Ficou O amor Por Ti (CD, Movieplay, 1994)
- Lisboa de Feira (con la National Youth Jazz Orchestra) (LP, ed.Autor, 1995)
- Penisular (CD, 1997)
- Calendário (CD, ed.Autor/DN, 1997)
- E no entanto ela move-se (CD, Universal, 2002)
- Laureados com os Prémios Nobel (2006)
- Outro Canto (CD, Tratore, 2016)